# Дніпровський Анатолій Павлович
Дніпровський Анатолій Павлович (1901 — після 1960) — український кінорежисер-документаліст.
Народився 20 липня 1901 р. в с. Губичі на Чернігівщині в селянській родині. В роки громадянської війни служив на військовому флоті. Учився на акторському факультеті Ленінградського інституту екранного мистецтва (1925—1927).
З 1927 р. почав зніматися на кіностудії «Ленфільм». Потім працював асистентом режисера і режисером на Київській кіностудії художніх фільмів (1930—1935), на Новосибірській студії науково-популярних фільмів («У тайожній долині», «Орденоносна артіль» тощо). Учасник Великої Вітчизняної війни. З 1946 р. — режисер Київської студії науково-популярних фільмів.

## Фільмографія
Створив стрічки:
- «Зразкове домогосподарство» (1952),
- «Провітрювання в підземних видобутках»,
- «Рівнятися на найкращих» (1953),
- «Нові методи у видобутку нафти»,
- «Як це трапилось» (1954),
- «Нове у цукроварінні» (1955),
- «Машиністи баштових кранів» (1956),
- «Вугільні комбайни»,
- «Зберігання овочів» (1957),
- «Дробильні машини в хімічній промисловості»,
- «Виробництво глиняної черепиці та блоків у колгоспах» (1958),
- «Сінозбиральні машини»,
- «Електрифікація залізниць» (1959),
- «Сучасне оздоблення столярних виробів»,
- «Розведення свиней» (1960) та ін.

## Нагороди
Нагороджений орденами Червоної Зірки, Вітчизняної війни І та II ст., медалями.